# Michael Rabin
Michael Rabin (2. května 1936 New York – 19. ledna 1972 tamtéž) byl americký houslista.

## Život
Narodil se v New Yorku do hudební rodiny; matka byla klavíristka, otec profesionální houslista, který hrál v Newyorské filharmonii. On sám prokazoval hudební nadání od útlého dětství, již ve třech letech dokázal napodobit jakýkoliv zvuk na klavíru. Od pěti let dostával od matky, učitelky na Juilliardově škole, lekce hry na klavír. V sedmi přešel pod vedením Ivana Galamiana k houslím; Galamian jej později označoval za svého nejnadanějšího studenta. V dubnu 1950, ve svých třinácti letech, již vystupoval jako sólista se souborem National Orchestral Association v Carnegie Hall. Později vystupoval i v Evropě, Jižní Americe, Africe a Austrálii. Významné jsou jeho nahrávky Paganiniho houslových skladeb 24 Capricci op. 1 z roku 1958. Zemřel na epileptický záchvat ve svém bytě v New Yorku ve věku 35 let.